# Parafia Świętych Apostołów Piotra i Pawła w Korszach
Parafia Świętych Apostołów Piotra i Pawła – parafia prawosławna w Korszach, w dekanacie Olsztyn diecezji białostocko-gdańskiej.
Na terenie parafii funkcjonuje 1 cerkiew:
- cerkiew Świętych Apostołów Piotra i Pawła w Korszach – parafialna

## Historia
Parafia powstała z inicjatywy Oleksy Biłoho, na potrzeby Ukraińców przesiedlonych do Korsz i okolicznych miejscowości w czasie akcji „Wisła”. Większość przesiedleńców była wyznania greckokatolickiego, wszelako na skutek zakazów komunistycznych władz państwowych na długi czas pozbawieni zostali oni możliwości uczestniczenia w nabożeństwach sprawowanych w rodzimym obrządku. Po 1956 stosunek władz do grekokatolików nieco zelżał, wyraziły one zgodę na odprawianie nabożeństw greckokatolickich (jednakże bez odtworzenia struktury cerkwi), równocześnie jednak pojawiły się lokalne opory władz kościoła katolickiego przed zapewnieniem grekokatolikom opieki duszpasterskiej w obrządku wschodnim czy choćby nawet tylko udostępnianiem im świątyń.
Taka sytuacja miała miejsce również w okolicach Reszla i Korsz. Po siedmiu latach bezskutecznych starań o umożliwienie odprawiania nabożeństw greckokatolickich w którymś z kościołów katolickich Reszla lub okolic część miejscowych Ukraińców z Oleksą Biłym na czele zwróciła się do Polskiego Autokefalicznego Kościoła Prawosławnego z prośbą o objęcie ich opieką duszpasterską i założenie parafii. W 1963 PAKP erygował parafię z siedzibą w Sątopach Samulewie, przeniesioną w 1966 do Korsz. W 1968 dawny kościół ewangelicki w Korszach stał się własnością prawosławnej parafii.
Dopiero po przejściu części miejscowych grekokatolików na prawosławie i utworzeniu parafii władze diecezji warmińskiej wyraziły zgodę na odprawianie nabożeństw greckokatolickich w ówczesnym kościele Świętego Krzyża (obecnie greckokatolicka cerkiew Przemienienia Pańskiego) w Reszlu.

## Wykaz proboszczów
- 1966–1989 – ks. Jarosław Buciora
- od 1989 – ks. Bazyl Taranta